# فارندورف
فارندورف أو فَرندُرف (بالألمانية: Warendorf) هي بلدة ألمانية تقع في فارندورف في ألمانيا. يقدر عدد سكانها بـ 38,609 نسمة .

## المدن التوأمة
مدن Petersfield، Barentin، Pavilly وOleśnica هي مدن توأمة لفارندورف.

## أعلام
- باول شبيغل